# CONCACAF Champions League 2014-2015
La CONCACAF Champions League 2014-2015 è stata la 50ª edizione della CONCACAF Champions League e la settima con questo formato. Il Club America ha vinto la competizione per la sesta volta, qualificandosi alla Coppa del mondo per club FIFA 2015.

## Formula
Le squadre partecipanti sono state ventiquattro, provenienti dalle tre associazioni regionali che compongono la CONCACAF: la North American Football Union, la Central American Football Union e la Caribbean Football Union. Nove provenivano dal Nord America, dodici dalla zona del Centro America, e tre dai Caraibi.
Le squadre, per poter partecipare al torneo, devono rispettare i criteri imposti dalla CONCACAF in materia di stadi. Se le squadre aventi diritto a partecipare non hanno uno stadio casalingo in grado di soddisfare i criteri richiesti, possono indicarne un altro a norma nel proprio paese. Se un club non riuscisse a trovare un impianto adeguato per la competizione sarebbe escluso dalla manifestazione.
Le 24 squadre sono state divise in otto gruppi da tre squadre ciascuno e si sono affrontate tra di loro in match di andata e ritorno. La prima classificata di ciascun gruppo ha guadagnato l'accesso alla fase a eliminazione diretta.
Le otto squadre qualificate sono state classificate in base ai punti ottenuti nel girone e poi accoppiate seguendo un tabellone di tipo tennistico. Ciascun turno della fase a eliminazione diretta (quarti di finale, semifinali e finale) si è svolto con incontri di andata e ritorno. In caso di parità nel risultato aggregato, il passaggio del turno è stato deciso applicando la regola dei gol fuori casa, la quale però non valeva ai tempi supplementari.

## Date
| Fase                        | Turno            | Sorteggio                   | Andata               | Ritorno              |
| --------------------------- | ---------------- | --------------------------- | -------------------- | -------------------- |
| Fase a gironi               | Prima giornata   | 28 maggio 2014 (Doral, USA) | 5-7 agosto 2014      | 5-7 agosto 2014      |
| Fase a gironi               | Seconda giornata | 28 maggio 2014 (Doral, USA) | 19-21 agosto 2014    | 19-21 agosto 2014    |
| Fase a gironi               | Terza giornata   | 28 maggio 2014 (Doral, USA) | 26-28 agosto 2014    | 26-28 agosto 2014    |
| Fase a gironi               | Quarta giornata  | 28 maggio 2014 (Doral, USA) | 16-18 settembre 2014 | 16-18 settembre 2014 |
| Fase a gironi               | Quinta giornata  | 28 maggio 2014 (Doral, USA) | 23-25 settembre 2014 | 23-25 settembre 2014 |
| Fase a gironi               | Sesta giornata   | 28 maggio 2014 (Doral, USA) | 21-23 ottobre 2014   | 21-23 ottobre 2014   |
| Fase a eliminazione diretta | Quarti di finale | 28 maggio 2014 (Doral, USA) | 24-26 febbraio 2015  | 3-5 marzo 2015       |
| Fase a eliminazione diretta | Semifinali       | 28 maggio 2014 (Doral, USA) | 17-19 marzo 2015     | 7-9 aprile 2015      |
| Fase a eliminazione diretta | Finale           | 28 maggio 2014 (Doral, USA) | 22 aprile 2015       | 29 aprile 2015       |

## Squadre partecipanti
| Nazione             | Club             | Qualificazione                                                              |
| ------------------- | ---------------- | --------------------------------------------------------------------------- |
| Messico 4 posti     | León             | Campione Torneo Apertura 2013 e Torneo Clausura 2014                        |
| Messico 4 posti     | América          | Finalista Torneo Apertura 2013                                              |
| Messico 4 posti     | Pachuca          | Finalista Torneo Clausura 2014                                              |
| Messico 4 posti     | Cruz Azul        | Miglior piazzamento stagione regolare Torneo Clausura 2014                  |
| Stati Uniti 4 posti | Sporting K.C.    | Campione MLS 2013                                                           |
| Stati Uniti 4 posti | N.Y. Red Bulls   | Vincitore MLS Supporters' Shield 2013                                       |
| Stati Uniti 4 posti | Portland Timbers | Vincitore Western Conference MLS 2013                                       |
| Stati Uniti 4 posti | D.C. United      | Vincitore U.S. Open Cup 2013                                                |
| Costa Rica 3 posti  | Alajuelense      | Campione Campionato de Invierno 2013                                        |
| Costa Rica 3 posti  | Saprissa         | Campione Campionato de Verano 2014                                          |
| Costa Rica 3 posti  | Herediano        | Vice campione Campionato de Invierno 2013                                   |
| El Salvador 2 posti | Isidro Metapán   | Campione Torneo Apertura 2013 e Torneo Clausura 2014                        |
| El Salvador 2 posti | FAS              | Primo nella classifica aggregata dei Tornei Apertura 2013 e Clausura 2014   |
| Guatemala 2 posti   | Comunicaciones   | Campione Torneo Apertura 2013 e Torneo Clausura 2014                        |
| Guatemala 2 posti   | CSD Municipal    | Secondo nella classifica aggregata dei Tornei Apertura 2013 e Clausura 2014 |
| Honduras 2 posti    | Real España      | Campione Torneo Apertura 2013                                               |
| Honduras 2 posti    | Olimpia          | Campione Torneo Clausura 2014                                               |
| Panama 2 posti      | Tauro            | Campione Torneo Apertura 2013                                               |
| Panama 2 posti      | Chorrillo        | Campione Torneo Clausura 2014                                               |
| Canada 1 posto      | Montréal Impact  | Vincitore Canadian Championship 2014                                        |
| Nicaragua 1 posto   | Real Estelí      | Campione Torneo Apertura 2013 e Torneo Clausura 2014                        |
| CFU 3 posti         | Bayamón          | Vincitore gruppo 1 Campionato per club CFU 2014                             |
| CFU 3 posti         | Waterhouse       | Vincitore gruppo 2 Campionato per club CFU 2014                             |
| CFU 3 posti         | Alpha United     | Vincitore gruppo 3 Campionato per club CFU 2014                             |

## Fase a gironi

### Gruppo 1
|             | PAC   | MUN   | ESP   |
| Pachuca     |       | 4 - 1 | 4 - 1 |
| Municipal   | 3 - 7 |       | 3 - 0 |
| Real España | 3 - 2 | 1 - 1 |       |

| Squadra       | Pt | G | V | N | P | GF | GS | DR |
| ------------- | -- | - | - | - | - | -- | -- | -- |
| Pachuca       | 9  | 4 | 3 | 0 | 1 | 17 | 8  | +9 |
| CSD Municipal | 4  | 4 | 1 | 1 | 2 | 8  | 12 | -4 |
| Real España   | 4  | 4 | 1 | 1 | 2 | 5  | 10 | -5 |

### Gruppo 2
|               | SKC   | SAP   | EST   |
| Sporting K.C. |       | 3 - 1 | 3 - 0 |
| Saprissa      | 2 - 0 |       | 3 - 0 |
| Real Estelí   | 1 - 1 | 1 - 1 |       |

| Squadra       | Pt | G | V | N | P | GF | GS | DR |
| ------------- | -- | - | - | - | - | -- | -- | -- |
| Saprissa      | 7  | 4 | 2 | 1 | 1 | 7  | 4  | +3 |
| Sporting K.C. | 7  | 4 | 2 | 1 | 1 | 7  | 4  | +3 |
| Real Estelí   | 2  | 4 | 0 | 2 | 2 | 2  | 8  | -6 |

### Gruppo 3
|                 | NYR   | MTL   | FAS   |
| N.Y. Red Bulls  |       | 1 - 1 | 2 - 0 |
| Montréal Impact | 1 - 0 |       | 1 - 0 |
| FAS             | 0 - 0 | 2 - 3 |       |

| Squadra         | Pt | G | V | N | P | GF | GS | DR |
| --------------- | -- | - | - | - | - | -- | -- | -- |
| Montréal Impact | 10 | 4 | 3 | 1 | 0 | 6  | 3  | +3 |
| N.Y. Red Bulls  | 5  | 4 | 1 | 2 | 1 | 3  | 2  | +1 |
| FAS             | 1  | 4 | 0 | 1 | 3 | 2  | 6  | -4 |

### Gruppo 4
|             | DCU   | TAU   | WAT   |
| D.C. United |       | 2 - 0 | 1 - 0 |
| Tauro       | 0 - 1 |       | 1 - 2 |
| Waterhouse  | 1 - 2 | 4 - 1 |       |

| Squadra     | Pt | G | V | N | P | GF | GS | DR |
| ----------- | -- | - | - | - | - | -- | -- | -- |
| D.C. United | 12 | 4 | 4 | 0 | 0 | 6  | 1  | +5 |
| Waterhouse  | 6  | 4 | 2 | 0 | 2 | 7  | 5  | +2 |
| Tauro       | 0  | 4 | 0 | 0 | 4 | 2  | 9  | -7 |

### Gruppo 5
|                  | OLI   | POR   | ALP   |
| Olimpia          |       | 3 - 1 | 6 - 0 |
| Portland Timbers | 4 - 2 |       | 6 - 0 |
| Alpha United     | 0 - 1 | 1 - 4 |       |

| Squadra          | Pt | G | V | N | P | GF | GS | DR  |
| ---------------- | -- | - | - | - | - | -- | -- | --- |
| Olimpia          | 9  | 4 | 3 | 0 | 1 | 12 | 5  | +7  |
| Portland Timbers | 9  | 4 | 3 | 0 | 1 | 15 | 6  | +9  |
| Alpha United     | 0  | 4 | 0 | 0 | 4 | 1  | 17 | -16 |

### Gruppo 6
|             | CRU   | ALA   | CHO   |
| Cruz Azul   |       | 1 - 1 | 3 - 0 |
| Alajuelense | 1 - 1 |       | 1 - 0 |
| Chorrillo   | 1 - 0 | 1 - 1 |       |

| Squadra     | Pt | G | V | N | P | GF | GS | DR |
| ----------- | -- | - | - | - | - | -- | -- | -- |
| Alajuelense | 6  | 4 | 1 | 3 | 0 | 4  | 3  | +1 |
| Cruz Azul   | 5  | 4 | 1 | 2 | 1 | 5  | 3  | +2 |
| Chorrillo   | 4  | 4 | 1 | 1 | 2 | 2  | 5  | -3 |

### Gruppo 7
|                | MET   | LEO   | HER   |
| Isidro Metapán |       | 2 - 4 | 2 - 4 |
| León           | 4 - 1 |       | 1 - 1 |
| Herediano      | 4 - 0 | 2 - 1 |       |

| Squadra        | Pt | G | V | N | P | GF | GS | DR  |
| -------------- | -- | - | - | - | - | -- | -- | --- |
| Herediano      | 10 | 4 | 3 | 1 | 0 | 11 | 4  | +7  |
| León           | 7  | 4 | 2 | 1 | 1 | 10 | 6  | +4  |
| Isidro Metapán | 0  | 4 | 0 | 0 | 4 | 5  | 16 | -11 |

### Gruppo 8
|                | AME    | COM   | BAY   |
| América        |        | 2 - 0 | 6 - 1 |
| Comunicaciones | 1 - 1  |       | 5 - 0 |
| Bayamón        | 1 - 10 | 0 - 2 |       |

| Squadra        | Pt | G | V | N | P | GF | GS | DR  |
| -------------- | -- | - | - | - | - | -- | -- | --- |
| América        | 10 | 4 | 3 | 1 | 0 | 19 | 3  | +16 |
| Comunicaciones | 7  | 4 | 2 | 1 | 1 | 8  | 3  | +5  |
| Bayamón        | 0  | 4 | 0 | 0 | 4 | 2  | 23 | -21 |

## Fase a eliminazione diretta
Le otto squadre qualificate dalla fase a gironi si affrontano in partite di andata e ritorno a eliminazione diretta. Gli accoppiamenti sono definiti in base al rendimento nella fase a gironi.

### Classificazione delle squadre qualificate
| Pos. | Squadra         | Pt | G | V | N | P | GF | GS | DR  |
| ---- | --------------- | -- | - | - | - | - | -- | -- | --- |
| 1.   | D.C. United     | 12 | 4 | 4 | 0 | 0 | 6  | 1  | +5  |
| 2.   | América         | 10 | 4 | 3 | 1 | 0 | 19 | 3  | +16 |
| 3.   | Herediano       | 10 | 4 | 3 | 1 | 0 | 11 | 4  | +7  |
| 4.   | Montréal Impact | 10 | 4 | 3 | 1 | 0 | 6  | 3  | +3  |
| 5.   | Pachuca         | 9  | 4 | 3 | 0 | 1 | 17 | 8  | +9  |
| 6.   | Olimpia         | 9  | 4 | 3 | 0 | 1 | 12 | 5  | +7  |
| 7.   | Saprissa        | 7  | 4 | 2 | 1 | 1 | 7  | 4  | +3  |
| 8.   | Alajuelense     | 6  | 4 | 1 | 3 | 0 | 4  | 3  | +1  |

### Tabellone
|  | Quarti                | Quarti | Quarti |  |                       | Semifinali  | Semifinali | Semifinali |  |         | Finale          | Finale | Finale |
|  |                       |        |        |  |                       |             |            |            |  |         |                 |        |        |
|  | Olimpia               | 1      | 0      |  |                       |             |            |            |  |         |                 |        |        |
|  | Olimpia               | 1      | 0      |  |                       |             |            |            |  |         |                 |        |        |
|  | Herediano             | 1      | 2      |  |                       |             |            |            |  |         |                 |        |        |
|  | Herediano             | 1      | 2      |  | Herediano             | 3           | 0          |            |  |         |                 |        |        |
|  |                       |        |        |  | Herediano             | 3           | 0          |            |  |         |                 |        |        |
|  |                       |        |        |  |                       | América     | 0          | 6          |  |         |                 |        |        |
|  | Saprissa              | 0      | 0      |  |                       | América     | 0          | 6          |  |         |                 |        |        |
|  | Saprissa              | 0      | 0      |  |                       |             |            |            |  |         |                 |        |        |
|  | América               | 3      | 2      |  |                       |             |            |            |  |         |                 |        |        |
|  | América               | 3      | 2      |  |                       |             |            |            |  | América | 1               | 4      |        |
|  |                       |        |        |  |                       |             |            |            |  | América | 1               | 4      |        |
|  |                       |        |        |  |                       |             |            |            |  |         | Montréal Impact | 1      | 2      |
|  | Pachuca               | 2      | 1      |  |                       |             |            |            |  |         | Montréal Impact | 1      | 2      |
|  | Pachuca               | 2      | 1      |  |                       |             |            |            |  |         |                 |        |        |
|  | Montréal Impact (gfc) | 2      | 1      |  |                       |             |            |            |  |         |                 |        |        |
|  | Montréal Impact (gfc) | 2      | 1      |  | Montréal Impact (gfc) | 2           | 2          |            |  |         |                 |        |        |
|  |                       |        |        |  | Montréal Impact (gfc) | 2           | 2          |            |  |         |                 |        |        |
|  |                       |        |        |  |                       | Alajuelense | 0          | 4          |  |         |                 |        |        |
|  | Alajuelense           | 5      | 1      |  |                       | Alajuelense | 0          | 4          |  |         |                 |        |        |
|  | Alajuelense           | 5      | 1      |  |                       |             |            |            |  |         |                 |        |        |
|  | D.C. United           | 2      | 2      |  |                       |             |            |            |  |         |                 |        |        |
|  | D.C. United           | 2      | 2      |  |                       |             |            |            |  |         |                 |        |        |

### Quarti di finale
Le gare d'andata si giocano tra il 24 e il 26 febbraio 2015, quelle di ritorno tra il 3 e il 5 marzo.
| Squadra 1   | Totale      | Squadra 2       | Andata | Ritorno |
| ----------- | ----------- | --------------- | ------ | ------- |
| Alajuelense | 6 - 4       | D.C. United     | 5 - 2  | 1 - 2   |
| Saprissa    | 0 - 5       | América         | 0 - 3  | 0 - 2   |
| Olimpia     | 1 - 3       | Herediano       | 1 - 1  | 0 - 2   |
| Pachuca     | 3 - 3 (gfc) | Montréal Impact | 2 - 2  | 1 - 1   |

### Semifinali
Le gare di andata si giocano il 17 e 18 marzo, quelle di ritorno il 7 e 8 aprile.
| Squadra 1       | Totale      | Squadra 2   | Andata | Ritorno |
| --------------- | ----------- | ----------- | ------ | ------- |
| Montréal Impact | 4 - 4 (gfc) | Alajuelense | 2 - 0  | 2 - 4   |
| Herediano       | 3 - 6       | América     | 3 - 0  | 0 - 6   |

### Finale
| Squadra 1 | Totale | Squadra 2       | Andata | Ritorno |
| --------- | ------ | --------------- | ------ | ------- |
| América   | 5 - 3  | Montréal Impact | 1 - 1  | 4 - 2   |

| Arbitro: | Rodriguez |

|             |           |            |
| Peralta 88’ | Marcatori | 16’ Piatti |

| Arbitro: | Bejarano |

|                         |           |                                     |
| Romero 8’ McInerney 89’ | Marcatori | 50’, 66’, 81’ Benedetto 64’ Peralta |

## Classifica marcatori
| Gol |  |  | Giocatore             | Squadra         |
| --- |  |  | --------------------- | --------------- |
| 7   |  |  | Darío Benedetto       | America         |
| 7   |  |  | Oribe Peralta         | America         |
| 5   |  |  | Ariel Nahuelpan       | Pachuca         |
| 5   |  |  | Ariel Rodríguez       | Saprissa        |
| 5   |  |  | Yendrick Ruiz         | Herediano       |
| 5   |  |  | Martín Eduardo Zúñiga | America         |
| 4   |  |  | Rolando Blackburn     | Comunicaciones  |
| 4   |  |  | Marco Di Vaio         | Montréal Impact |
| 4   |  |  | Fabián Espíndola      | D.C. United     |
| 4   |  |  | Anthony Lozano        | Olimpia         |